# All Bright Electric
All Bright Electric es el noveno álbum de la banda Feeder, fue lanzado el 7 de octubre de 2016 por Cooking Vinyl. Se extrajeron dos sencillos: "Universe of Life" y "Eskimo".

## Recepción

### Recepción de la crítica
El álbum recibió críticas generalmente positivas de los críticos. Classic Rock le dio al álbum 8/10, diciendo que "Alimentador están de vuelta en el estilo brillante" que describen todas eléctrica brillante como "el álbum más satisfactoria del alimentador hasta la fecha." Kerrang! Clasificación 4/5 , diciendo que All Bright Electric es "el sonido de una banda vuelve a conectar" y que la banda tiene "redescubierto su unidad, su oscuridad, y su sentido de auto-descubrimiento". Drowned In Sound eran igualmente positiva, dando al álbum 8/10 y el doblaje "un disco que no anuncia tanto el retorno del alimentador, tal como abajo a los cuatro vientos." Impone Magazine también fueron muy positivos en su opinión, lo describió como un álbum de "rock clásico y atemporal por lo que bien podría ser Stonehenge."

## Lista de canciones
| N.º | Título                 | Duración |  |
| 1.  | «Universe of Life»     | 3:42     |  |
| 2.  | «Eskimo»               | 3:48     |  |
| 3.  | «Geezer»               | 3:53     |  |
| 4.  | «Paperweight»          | 3:18     |  |
| 5.  | «Infrared Ultraviolet» | 5:15     |  |
| 6.  | «Oh Mary»              | 3:10     |  |
| 7.  | «The Impossible»       | 3:57     |  |
| 8.  | «Divide the Minority»  | 3:28     |  |
| 9.  | «Angels and Lullabys»  | 3:08     |  |
| 10. | «Hundred Liars»        | 4:21     |  |
| 11. | «Another Day on Earth» | 3:54     |  |

Edición de lujo
| Deluxe edition |                   |          |  |
| N.º            | Título            | Duración |  |
| 10.            | «Holy Water»      | 3:37     |  |
| 13.            | «Slint»           | 3:17     |  |
| 14.            | «Eyes to the Sky» | 3:29     |  |

## Posicionamiento en lista
| Lista (2016)                  | Posiciones |
| ----------------------------- | ---------- |
| Bélgica (Ultratop valona)     | 193        |
| Irlanda (IRMA)                | 66         |
| Reino Unido (UK Albums Chart) | 10         |